# Oliver Bozanic
Oliver Bozanic (sinh ngày 8 tháng 1 năm 1989) là một cầu thủ bóng đá người Úc.

## Đội tuyển bóng đá quốc gia Úc
Oliver Bozanic thi đấu cho đội tuyển bóng đá quốc gia Úc từ năm 2013-2015.

## Thống kê sự nghiệp
| Đội tuyển bóng đá Úc | Đội tuyển bóng đá Úc | Đội tuyển bóng đá Úc |
| Năm                  | Trận                 | Bàn                  |
| -------------------- | -------------------- | -------------------- |
| 2013                 | 1                    | 0                    |
| 2014                 | 4                    | 0                    |
| 2015                 | 2                    | 0                    |
| Tổng cộng            | 7                    | 0                    |